# 포어히 철도
포어히 철도(독일어: Forchbahn 포어히반[*], FB, Frieda)는 스위스 취리히주의 지역 철도 노선이다. 포어히반 AG가 소유 및 운영하며, 취리히 S-반의 S18 노선으로 브랜드가 지정되어 있다. 표준 취리히 교통공사(ZVV) 지역 운임 요금이 해당 노선에 적용된다.
1912년에 개통된 노선은 에슬링겐 및 포어히 마을과 취리히시 외곽의 교외 지역인 레할프를 연결한다. 레할프에서 기차는 취리히 트램 시스템을 거쳐 취리히 중심부의 취리히 슈타델호펜 외부에 있는 취리히 슈타델호펜 FB의 종점까지 계속된다.
라인은 1000mm 미터궤이다. 에슬링겐과 레할프 사이의 노선 길이는 약 13km이며, 취리히 트램 시스템을 통해 계속해서 3km의 경로가 추가된다.

## 역사
포어히 철도 노선은 1912년 11월 27일에 개통되었으며, 67분이 소요되었다. 건설 당시 취리히시 경계에서 에슬링겐까지의 노선은 단일 트랙 트램웨이였으며, 대부분 도로 교통과 혼합되었다. 에슬링겐에서는 포어히선이 우스터-외트빌선과 연결되고 이를 통해 간접적으로 베치콘-마일렌선이 연결된다. 이 2m 궤간의 트램웨이 노선은 모두 1950년에 폐쇄되었다.
1950년에는 노선을 버스로 교체하자는 제안이 있었고, 2주간의 시험 버스 운행이 성공적으로 진행되었다. 실험의 결론은 선로를 도로에서 분리하고 현대화할 수 있다면, 선을 유지하는 것이 최상의 솔루션이라는 것이었다. 다음 10년 동안 철도와 도로 교통의 분리가 증가했다. 1940년대 후반에 이 라인을 위해 제작된 두 대의 자동차와 유사한 새로운 보기 차량이 인수되었다.
1970년에 포어히에 새로운 차고와 역이 건설되었으며, 새로운 주요 도로 아래에 새로운 선로와 지하도가 추가되었다. 1973년과 1976년 사이에 추미콘 마을 아래에 터널이 건설되어, 그 마을을 통과하는 도로 구간을 없앴다. 1976년에는 새로운 트램 2000 열차가 도입되었고 정기 15분 열차 빈도가 도입되었다. 1979년까지 이 라인은 노이 포어히까지 두 배로 늘어났다.
취리히 중앙역과 베치콘으로 확장할 계획은 이미 1979년에 고려 중이었지만 아직 현실이 되지는 않았다. 1990년에는 ZVV 운송 네트워크에 노선이 추가되었고 1995년에는 에슬링겐에 새로운 터미널이 건설되었다. 2004년에는 1950년대 재고를 대체하기 위해 슈타들러에서 새로운 저상 차량을 인수했다. 2007년에는 슈타델호펜의 터미널이 재편성되었다.
- 1915년 촐리커베르크선
- 1982년 노이 포어히의 기차

## 운행

### 노선
이 노선은 슈타델호프 과장에 있는 취리히 슈타델호펜 FB에서 출발하여 본선 슈타델호펜역 외부에 있다. 이곳에서 노선은 자체 플랫폼 2개가 있는 루프에서 종료된다. 포어히반 플랫폼 옆에는 포어히반의 초기 구간과 트랙을 공유하는 취리히 트램 시스템의 11번 및 8번 트램용 플랫폼이 있다.
슈타델호펜과 레할프 사이에서 포어히반 열차는 VBZ(취리히 교통공사) 소유의 트램 시스템 트랙을 사용한다. 이 트랙은 DC 600V에서 전기를 공급하며 대부분 거리에 있다. 이 두 지점 사이에서 포어히반 열차는 크로이츠 광장(트램 루트 8이 분기하는 곳), 헤기바흐 광장과 발크리스트에서 중간 트램 정류장을 제공한다.
레할프 트램 노선 11에는 종점이 있으며 포어히반 열차는 노선의 별도 레할프역으로 들어간다. 여기에서 그들은 1200V DC의 오버헤드 시스템에서 전기가 통하는 포어히반에 합류한다. 레할프에서 발티콘역까지 이 노선은 도로변 이중 선로 선형을 사용하며 발트부르크, 슈피탈 촐리커베르크 및 촐리커베르크의 중간역을 제공한다.
발티콘 역을 나온 직후, 노선은 추미콘 및 마이아허의 지하철역을 제공하는 추미콘 마을 아래 복선 터널로 들어간다. 도로변 선형을 재개하는 노이 포어히역에  진입하기 직전에 선이 나타난다. 노이 포어히와 포어히 사이의 다음 라인 섹션은 2020년대에 이중 트랙이 될 단일 트랙이다. 라인의 본부는 1970년대 포어히역에 있으며, 여기에는 창고 단지가 포함되어 있다.
포어히 이후 선은 1970년에 건설된 고속도로 아래를 지나 옛 도로를 따라 정렬된 상태로 돌아간다. 나머지 노선은 단일 선로이며 샤이렌, 노이하루스 바이 힌터에크, 힌터에크, 에크, 랑비스 및 엠마트에서 중간역을 제공한다. 이 모든 정류장에는 랑비스 및 엠마트를 제외한 통과 루프가 포함된다. 이 노선은 3개의 선로와 전체 지붕이 있는 현대적인 에슬링엔역에 서 종료된다.
- 슈타델호펜 종착역의 포어히반 및 시티 트램
- 포어히의 역과 창고
- 시골의 단선 노면 열차

### 서비스
이 노선의 승객 서비스는 S18이라는 브랜드의 취리히 S-반의 일부를 형성한다. 표준 취리히 교통공사(ZVV) 지역 운임 요금이 해당 노선에 적용된다.
낮에는 모든 정류장을 호출하는 열차가 슈타델호펜에서 포어히까지 15분 간격으로 운행되며, 두 번째 열차는 에슬링엔까지 계속 운행한다. 성수기에는 시간당 4대의 급행열차가 레할프와 포어히 사이에 정차하지 않고 에슬링엔까지 운행하며, 또 다른 시간당 4대의 열차는 포어히까지 정차한다. 정차하는 열차는 전체 여행을 하는 데 약 35분이 소요되며 급행열차는 약 5분 더 빠르다.

### 차량
이 라인은 다음 철도 차량을 사용한다.
| 사진 | 수          | 유형      | 모델    | 년도      | 비고 |
| ---- | ----------- | --------- | ------- | --------- | --- |
|      | 4           |           | CFe 2/2 | 1912      | 선로 개통을 위해 구입한 원래 차량에서 4륜 모터카. 라인의 오리지널 블루 리버리에 보존되어 특별한 서비스에 사용되고 있다.                                                              |
|      | 10          |           | BDe 4/4 | 1948      | 1950년대 라인 리뉴얼의 일부를 형성한 차량 세대의 보기 차량. 보존되어 특수 서비스에 사용된다.                                                                                         |
|      | 11          |           | C       | 1912      | 선로 개통을 위해 구입한 원래 비행대의 4륜 트레일러 차량이다. 라인의 오리지널 블루 리버리에 보존되어 특별한 서비스에 사용되고 있다.                                                   |
|      | 21/22-31/32 | Tram 2000 | Be 8/8  | 1976-1986 | 유닛의 양 끝에 운전석 캡과 양쪽에 도어가 상시적으로 백투백으로 연결된 모터카 쌍으로 구성된 유닛.                                                                                     |
|      | 51-58       | Tram 2000 | Be 4/4  | 1994      | 모터 차량, 한쪽 끝에 캡이 있고 양쪽에 문이 있다. |
|      | 201-204     | Tram 2000 | Bt      | 1981-1982 | 타입 '트램 2000' 유닛 21/22-31/32 및 51-58에 사용하기 위한 무동력 주행 트레일러 차량. 한쪽 끝에 캡이 있고 양쪽에 문이 있다.                                                          |
|      | 61-73       | Stadler   | Be 4/6  | 2004      | 한쪽 끝에 캡이 있고 양쪽에 문이 있는 다관절 차량. 차량에는 부분적으로 바닥이 낮으며 입구가 낮다. 슈타들러 레일이 GTW 표준 제품의 부품을 포함하여 맞춤형 설계를 위해 제작한 차량이다. |

1930년에 로잔 트램웨이를 위해 제작된 트레일러 차량 B119는 2007년부터 2021년까지 취리히 트램 박물관에 보관되었다.  2021년 봄에 760mm로 재측정되었다. 보스니아 궤간이며, 루마니아 아그니타 철도 노선에 있는 유산 열차에 사용된다.
1950/60 차량이 새로운 슈타들러 차량에 의해 잉여가 된 후 포어히반 차량 BDe 4/4 11 ~ 16 및 주행 트레일러 Bt 101 ~ 108(폐기된 Bt 107 제외)은 마다가스카르의 안타나나리보 시정촌에 기부되었다. 차량은 2004/5년에 교외 기차 서비스를 만드는 데 사용하기 위해 마다가스카르로 배송되었지만, 2021년까지 여전히 그곳에 보관되어 있었다. 2021년 마다가스카르 신문 «La Vérité»의 뉴스 기사에 따르면 섬 남동쪽의 정글 익스프레스에 트레일러 차량을 사용하는 것이 제안되었다.